# Campionati del mondo di aquathlon del 2011
I Campionati del mondo di aquathlon del 2011 si sono tenuti a Pechino, Cina in data 7 settembre 2011.
Nella gara maschile ha vinto il britannico Richard Stannard, mentre in quella femminile la lussemburghese Elizabeth May.
La gara junior ha visto trionfare il messicano David Nuñez e la messicana Paola Diaz.
Il titolo di Campione del mondo di aquathlon della categoria under 23 è andato al brasiliano Iuri Vinuto. Tra le donne si è aggiudicata il titolo di Campionessa del mondo di aquathlon della categoria under 23 l'austriaca Sara Vilic.

## Risultati

### Élite uomini
| Pos. | Nome             | Paese       | Corsa    | Nuoto    | Corsa    | Totale   |
| ---- | ---------------- | ----------- | -------- | -------- | -------- | -------- |
|      | Richard Stannard | Regno Unito | 00:07:39 | 00:12:38 | 00:08:53 | 00:30:20 |
|      | Ran Alterman     | Israele     | 00:07:40 | 00:13:16 | 00:08:37 | 00:30:41 |
|      | Leandro Barbosa  | Brasile     | 00:08:13 | 00:13:18 | 00:09:54 | 00:32:51 |
| 4    | Martin Papista   | Croazia     | 00:08:52 | 00:14:54 | 00:10:37 | 00:35:51 |

### Élite donne
| Pos. | Nome                 | Paese       | Corsa    | Nuoto    | Corsa    | Totale   |
| ---- | -------------------- | ----------- | -------- | -------- | -------- | -------- |
|      | Elizabeth May        | Lussemburgo | 00:08:43 | 00:14:45 | 00:10:50 | 00:35:47 |
|      | Jessica Souza Santos | Brasile     | 00:09:05 | 00:15:46 | 00:10:32 | 00:36:53 |

### Junior Uomini
| Pos. | Nome                  | Paese    | Corsa    | Nuoto    | Corsa    | Totale   |
| ---- | --------------------- | -------- | -------- | -------- | -------- | -------- |
|      | David Nuñez           | Messico  | 00:07:40 | 00:13:16 | 00:08:46 | 00:30:55 |
|      | Delian Stateff        | Italia   | 00:07:40 | 00:13:09 | 00:09:04 | 00:31:07 |
|      | Octavio Oliveros      | Messico  | 00:07:41 | 00:13:09 | 00:09:25 | 00:31:33 |
| 4    | Juan Jose Lopez       | Messico  | 00:07:42 | 00:13:12 | 00:09:27 | 00:31:47 |
| 5    | Matthias Steinwandter | Italia   | 00:07:40 | 00:14:00 | 00:09:03 | 00:32:04 |
| 6    | David Pap             | Ungheria | 00:07:41 | 00:13:39 | 00:10:03 | 00:32:43 |

### Junior Donne
| Pos. | Nome             | Paese    | Corsa    | Nuoto    | Corsa    | Totale   |
| ---- | ---------------- | -------- | -------- | -------- | -------- | -------- |
|      | Paola Diaz       | Messico  | 00:09:05 | 00:14:22 | 00:09:37 | 00:34:24 |
|      | Adriana Barraza  | Messico  | 00:09:05 | 00:14:20 | 00:09:44 | 00:34:33 |
|      | Eszter Pap       | Ungheria | 00:08:55 | 00:14:33 | 00:09:56 | 00:34:44 |
| 4    | Annie Thoren     | Svezia   | 00:09:22 | 00:14:01 | 00:11:03 | 00:35:55 |
| 5    | Andrea Diaz      | Messico  | 00:09:05 | 00:15:13 | 00:11:02 | 00:36:46 |
| 6    | Giorgia Priarone | Italia   | 00:09:04 | 00:16:03 | 00:10:28 | 00:36:59 |
| 7    | Tea Milos        | Croazia  | 00:09:55 | 00:14:52 | 00:11:08 | 00:37:32 |

### Under 23 uomini
| Pos. | Atleta                        | Paese     | Corsa    | Nuoto    | Corsa    | Totale   |
| ---- | ----------------------------- | --------- | -------- | -------- | -------- | -------- |
|      | Iuri Vinuto                   | Brasile   | 00:07:41 | 00:14:00 | 00:09:02 | 00:31:59 |
|      | Carlos Alfredo Perez Bolsegui | Venezuela | 00:08:11 | 00:13:58 | 00:09:34 | 00:33:00 |
|      | 0 0                           | 0         | 00:00:00 | 00:00:00 | 00:00:00 | 00:00:00 |

### Under 23 donne
| Pos. | Atleta              | Paese   | Corsa    | Nuoto    | Corsa    | Totale   |
| ---- | ------------------- | ------- | -------- | -------- | -------- | -------- |
|      | Sara Vilic          | Austria | 00:09:05 | 00:13:54 | 00:10:12 | 00:34:41 |
|      | Linnea Holmertz     | Svezia  | 00:08:55 | 00:14:08 | 00:10:15 | 00:34:50 |
|      | Daria Pletikapa     | Croazia | 00:09:47 | 00:14:54 | 00:11:11 | 00:37:20 |
| 4    | Evangeline Fletcher | Canada  | 00:10:07 | 00:15:38 | 00:12:00 | 00:39:17 |